# Georg de Laval
Patrik Georg Fabian de Laval (ur. 16 kwietnia 1883 w Sztokholmie, zm. 10 marca 1970 tamże) – szwedzki pięcioboista nowoczesny, strzelec sportowy, brązowy medalista igrzysk olimpijskich w Sztokholmie w pięcioboju nowoczesnym i srebrny medalista drużynowo w strzelaniu z pistoletu dowolnego z 50 m.
Jego młodsi bracia Patrik i Erik również startowali na igrzyskach olimpijskich (Erik był wicemistrzem olimpijskim w pięcioboju nowoczesnym w 1920).